# One Time (сингл Migos)
«One Time» — сингл американського реп-гурту Migos, виданий лейблами Quality Control Music та 300 Entertainment 5 лютого 2015 р. 23 березня відбулась прем'єра відеокліпу. Режисер: Нініан Дофф.

## Музичне відео
Музичне відео на пісню, зняте режисером Нініаном Доффом, вийшло 23 березня 2015 року. У кліпі Migos прокидаються і приходять до тями після дикої вечірки, а також показані спогади про неї. У кліпі знялися актор Блейк Андерсон і футболіст ДеШон Джексон.

## Чартові позиції
| Чарт (2015)                                      | Найвища позиція |
| ------------------------------------------------ | --------------- |
| США (Bubbling Under Hot 100 Singles) (Billboard) | 7               |
| США (Hot R&B/Hip-Hop Songs) (Billboard)          | 34              |